# 홍익인간
홍익인간(弘益人間)은 대한민국의 비공식적인 국시로, “널리 인간세상을 이롭게 하라” 또는 "(당시 부족사회의)모든 사람들이 어우러져 행복하게 하라"라는 뜻으로 해석된다. 한반도 최초의 나라로 여겨지는 고조선의 건국신화에서, 천신인 환웅(桓雄)이 인간 세상에 내려와 시조 단군을 낳고 나라를 열 때에 '널리 인간을 이롭게(弘益人間)'한다는(전근대적 관점이 단긴 해석) 등의 건국이념을 갖고 있었다고 고려시대 일연의 '삼국유사'와 이승휴의 '제왕운기' 등에서 확인되고 있다.

## 해석
- 《고조선의 건국이념》 참고 해석. 
  - 홍익인간(弘益人間): 광활한 세상에 오래도록 뛰어난 인재가 넘치게 하라.
  - 재세이화(在世理化): 인간의 세상에 함께 살되 이치에 어긋남이 없이 하며
  - 이도여치(以道與治): 인의예지와 더불어 세상을 공정하게 다스리고
  - 광명이세(光明理世): 크고 밝은 지혜로 세상을 이끌어 가라.

## 유래
'홍익인간'이라는 말은 《삼국유사》의 단군신화에 나오는데 "옛날 환인(桓因)의 서자(庶子)환웅(桓雄)이 천하에 뜻을 두고 자주 인간세상을 탐내어 찾았다. 아버지가 아들의 뜻을 알고 아래로 삼위태백(三危太伯)을 굽어보니 인간을 널리 유익하게(弘益人間) 할 수 있었다. 그리하여 천부인(天符印) 3개를 주어 인간세계로 보내 다스리게 하였다"라는 문장에서 비롯된 것이다.

## 대한민국에서
홍익인간이 대한민국의 교육이념으로 채택된 것은 미군정 시절부터였다. 1945년 12월 20일 개최된 교육심의회에서 대한민국의 교육이념으로 채택되었다.
1949년 12월 31일 법률 제86호로 제정·공포된 교육법 제1조에  "교육은 홍익인간의 이념 아래 모든 국민으로 하여금 인격을 완성하고, 자주적 생활능력과 공민으로서의 자질을 구유하게 하여, 민주국가 발전에 봉사하며 인류공영의 이상 실현에 기여하게 함을 목적으로 한다"고 교육의 근본이념을 천명함으로써 대한민국의 교육이념을 대표하였다. 또한, 홍익인간은 '고루한 민족주의 이념의 표현이 아니라 인류공영이라는 뜻으로 민주주의 기본정신과 완전히 부합되는 이념이며, 민족정신의 정수로 일면 기독교의 박애정신, 유교의 인, 불교의 자비심과도 상통하는 전인류의 이상'으로 보아 교육이념으로 삼았다고 설명하였다.
임시정부의 지도이념인 자유주의 이념과 삼균주의(三均主義) 이념은 1948년 대한민국헌법에 반영되어 광복 한국의 기초이념이 되었다. 또한 대한민국헌법 전문은 '대한민국은 3·1운동으로 건립된 대한민국 임시정부의 법통을 계승'이라고 하여 임시정부가 한국 독립의 모태가 되고 대한민국 건국의 정신적·사상적 기반이 되었음을 명시하였다.

## 참고 자료
- 이 문서에는 다음커뮤니케이션(현 카카오)에서 GFDL 또는 CC-SA 라이선스로 배포한 글로벌 세계대백과사전의 내용을 기초로 작성된 글이 포함되어 있습니다.